# Joseph Henry

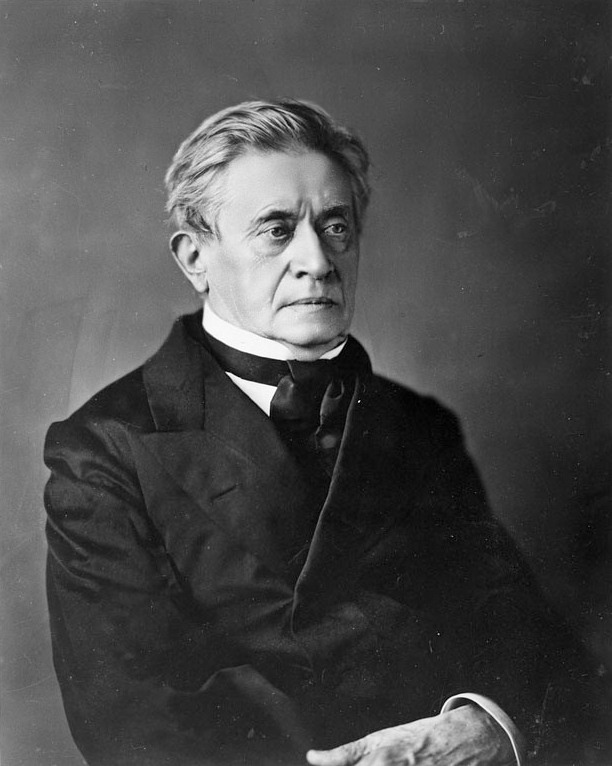
Joseph Henry (1874)

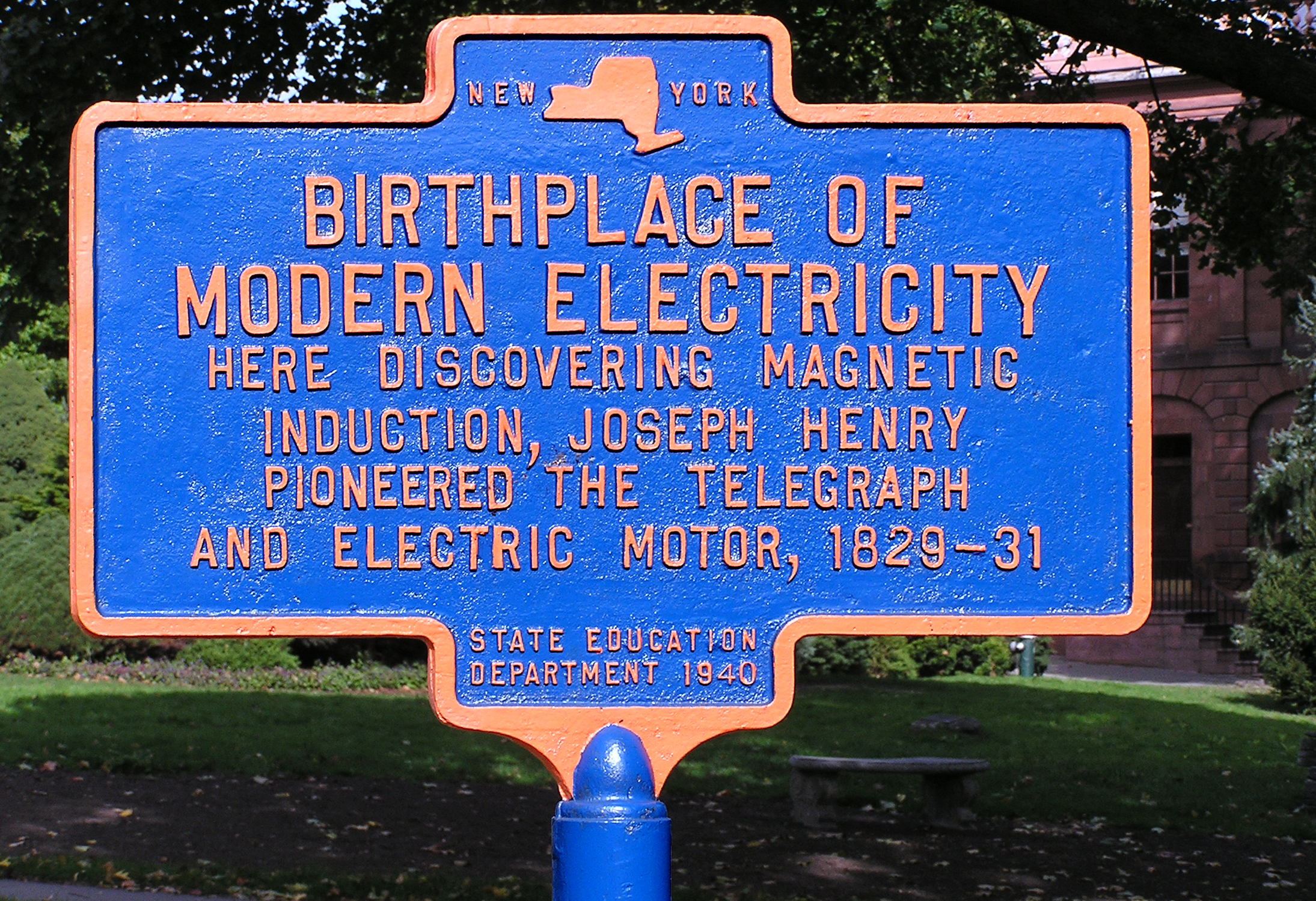
Historisches Denkmal im Academy Park in Albany zum Gedenken an Henrys Arbeit mit der Elektrizität.

Joseph Henry (* 17. Dezember 1797 in Albany, New York; † 13. Mai 1878 in Washington, D.C.) war ein führender US-amerikanischer Physiker. Er und Michael Faraday gelten unabhängig voneinander als Entdecker der elektromagnetischen Induktion. Nach ihm wurde im Jahr 1893 die SI-Einheit für die Induktivität und des Magnetischen Leitwertes benannt. Henry war zudem in der Meteorologie aktiv und gilt aufgrund seiner Verdienste auch als Vater der Wettervorhersage.

## Leben
Henry wurde in Albany (New York) geboren. Sein Großvater war aus Schottland eingewandert. Seine Eltern waren arm und Henrys Vater starb, als er noch jung war. Für den Rest seiner Kindheit lebte Henry bei seiner Großmutter in Galway, New York. Im Alter von dreizehn Jahren lernte er Uhrmacher und Silberschmied. Sein Interesse an der Wissenschaft wurde im Alter von sechzehn Jahren durch ein Buch mit Vorlesungen zu wissenschaftlichen Themen mit dem Titel Popular Lectures on Experimental Philosophy geweckt. 1819 begann er ein Studium der Naturwissenschaften an der Albany Academy. 1824 wurde er zum Hilfsingenieur für die Vermessung der Staatsstraße ernannt, die zwischen dem Hudson River und dem Eriesee gebaut wurde. 
Henry wurde 1826 Professor für Mathematik und Naturphilosophie an der Albany Academy und begann 1827 die ersten Versuche mit der Elektrizität. Noch vor den Versuchen Samuel Morses lieferte Henry den Nachweis, dass durch den elektrischen Telegraphen zwischen zwei entfernten Orten Nachrichten ausgetauscht werden können (1831 im American Journal of Science).
1832 wurde Henry Professor der Naturwissenschaften am Princeton College und blieb dort bis 1837. 1835 wurde er in die American Philosophical Society und 1840 in die American Academy of Arts and Sciences gewählt. 1846 wurde er der erste Sekretär der Smithsonian Institution in der Bundeshauptstadt Washington und kann als geistiger Vater dieser Einrichtung gelten.
1849 war er Präsident der American Association for the Advancement of Science.
Im Jahr 1850 wurde Henry zum Mitglied der Leopoldina gewählt, 1852 wurde er Mitglied des Lighthouse Board, deren Präsident er zwischen 1871 und 1878 war. Von 1868 bis zu seinem Tod im Jahr 1878 war er Präsident der National Academy of Sciences, zu deren Gründungsmitgliedern er 1863 gehörte.
Henry war mit der Autorin Harriet Henry (geb. Alexander) verheiratet, mit der er vier Kinder hatte. Das Familiengrab befindet sich auf dem Oak Hill Cemetery in Washington D.C.

## Werk

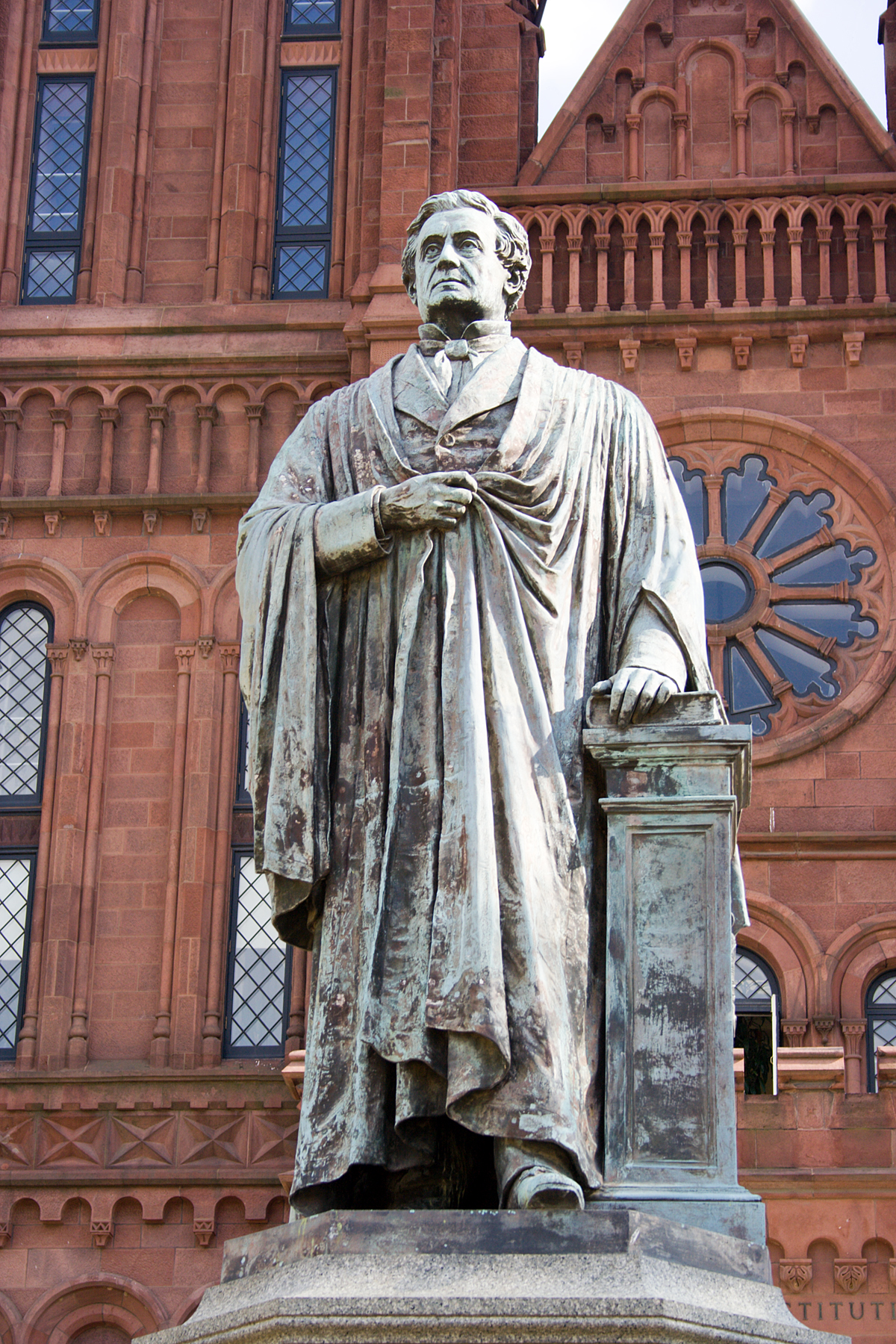
Statue von Joseph Henry vor der Smithsonian Institution.

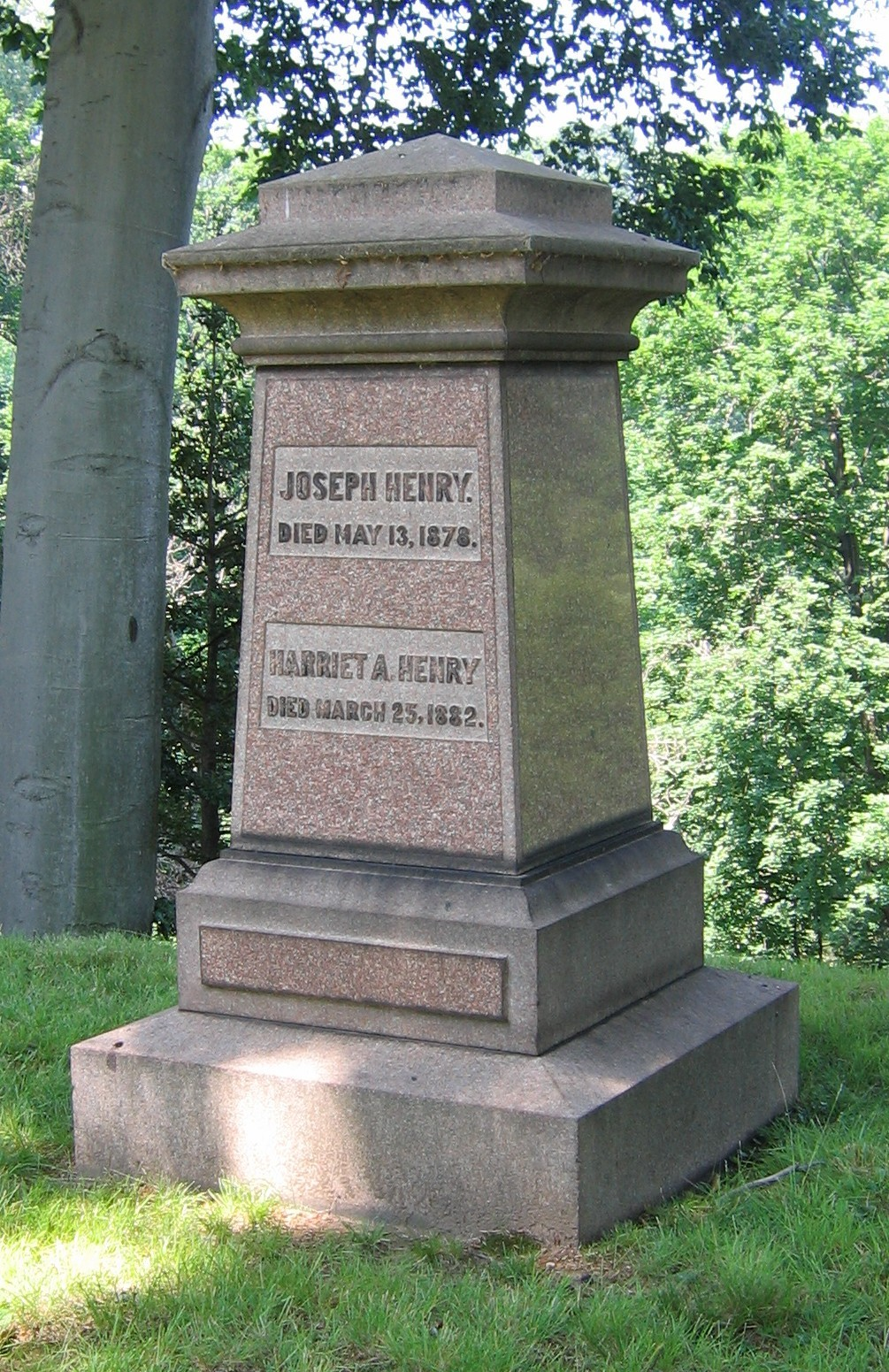
Grab von Joseph Henry auf dem Oak Hill Cemetery

Henrys hauptsächliches Arbeitsgebiet war der Elektromagnetismus, bei dem er im Jahr 1831 das Phänomen der Selbstinduktion entdeckte. Zur gleichen Zeit formulierte Michael Faraday in England das Prinzip der gegenseitigen Induktion, die technisch beim Transformator verwendet wird. Nachdem Hans Christian Ørsted die magnetischen Effekte eines stromdurchflossenen Leiters entdeckt hatte, war Henry der erste, der auf die Idee kam, durch vielfache Leiterschleifen oder eine Spule um einen Eisenkern einen Elektromagneten zu schaffen. Ein von ihm für Yale gebauter Elektromagnet konnte eine Last von 2300 Pounds (etwa 1040 kg) heben. Außerdem erfand er 1835 das elektromagnetische Relais, ohne das weder das einfache Schalten von elektrischen Stromkreisen noch die Telegraphie über größere Entfernungen möglich gewesen wären.

## Wirkung
Sein Hauptinteresse galt ab etwa Mitte der 1840er Jahre dem Wettergeschehen. Er warb freiwillige Wetterbeobachter an und organisierte ein telegraphisches Netz zur Übermittlung der Wetterdaten. Henry zeichnete die erste Wetterkarte in der Geschichte der Meteorologie und schuf die wissenschaftlichen Grundlagen für das System der täglichen Wetterprognosen.
Im Auftrag der amerikanischen Regierung konstruierte er Leuchttürme und Nebelhörner mit größerer Reichweite und erfand verbesserte Navigationsinstrumente, um die Küstenschifffahrt sicherer zu machen. Zu seinen Ehren ist die SI-Einheit der elektrischen Induktivität mit Henry (Einheitenzeichen {\displaystyle \mathrm {H} }) benannt worden. Vor der Smithsonian Institution wurde ihm zu Ehren ein Denkmal errichtet. 
Henry beschäftigte sich auch mit Fragestellungen aus der Akustik und stellte unter anderem durch mehrere Reihen von Beobachtungen die Richtigkeit von Stokes’ Hypothese nach, dass der Wind einen sehr merklichen Einfluss auf die Brechung von Schallstrahlen ausübt.

## Stationen seines Lebens
- 1826 – Lehrer für Mathematik und Naturwissenschaften an der Albany Academy, New York
- 1832 – Professor für Physik in  Princeton
- 1835 – Erfindung des elektromechanischen Relais
- 1846 – Erster Sekretär (Vorsitzender) der Smithsonian Institution bis zu seinem Tod 1878
- 1848 – Ephraim G. Squier und Edwin H. Davis gaben die erste Publikation der Institution heraus[3]
- 1852 – Ernannt zum Mitglied des Lighthouse Board
- 1871 – Ernannt zum Vorsitzenden des Lighthouse Board

## Ehrungen
Die Schule, die er in Galway, New York, besuchte, wurde ihm zu Ehren in Joseph Henry Elementary School umbenannt.
Im Jahr 1872 und damit noch zu seinen Lebzeiten wurden die Henry Mountains (Utah) ihm zu Ehren benannt. Der Mondkrater Henry wurde im Jahr 1970 offiziell nach ihm benannt.

## Schriften
- Contributions to electricity and magnetism. Philadelphia (1839)
- Joseph Henry: A summary of researches in sound: conducted in the service of the United States Light-House Board, during the years 1865–1877 Publishers: Government Printing Office, Washington, 1879
- Arnold Guyot and Joseph Henry: Directions for meteorological observations, and the registry of periodical phenomena. Publisher: Smithsonian institution Washington, 1860
- A memorial of Joseph Henry. Published by order of Congress (45th, 3rd session: 1878–1879). Publisher: Government Printing Office, Washington 1880
- "List of the scientific papers of Joseph Henry": S. 365–374
- Memoir of Joseph Henry by Simon Newcombe. Read before the National Academy of Science April 21, 1880